# Svrljiška Topla
Svrljiška Topla (em cirílico: Сврљишка Топла) é uma vila da Sérvia localizada no município de Knjaževac, pertencente ao distrito de Zaječar, na região de Timočka Krajina. A sua população era de 78 habitantes segundo o censo de 2011.

## Demografia
| 1948 | 1953 | 1961 | 1971 | 1981 | 1991 | 2002 | 2011 |
| ---- | ---- | ---- | ---- | ---- | ---- | ---- | ---- |
| 691  | 698  | 595  | 477  | 333  | 212  | 112  | 78   |